# Elba (miasto)
Elba – miasto w Stanach Zjednoczonych, w stanie Nowy Jork, w hrabstwie Genesee.